# 퍼킨 반응
퍼킨 반응(영어: Perkin reaction)은 윌리엄 헨리 퍼킨(William Henry Perkin)에 의해 개발된 신남산을 만드는 유기 반응이다. 퍼킨 반응은 산의 알칼리 염의 존재 속에서 산성 언하이드라이드와 아로마틱 앨더하이드의 알돌 축합에 의해 α,β-불포화 아로마틱 산을 생성한다. 알칼리 염은 염기 촉매로서 작용하고, 다른 염기를 대신 사용할 수 있다.

## 참조
1. ↑  Perkin, W. H. (1868). “VI.—On the artificial production of coumarin and formation of its homologues”. 《J. Chem. Soc.》 21: 53, 181–186. doi:10.1039/js8682100053.
2. ↑  Perkin, W. H. (1877). “XXVIII.—On some hydrocarbons obtained from the homologues of cinnamic acid; and on anethol and its homologues”. 《J. Chem. Soc.》 31: 660–674. doi:10.1039/js8773200660.
3. ↑  Dippy, J. F. J.; Evans, R. M. (1950). “The nature of the catalyst in the Perkin condensation”. 《J. Org. Chem.》 15 (3): 451–456. doi:10.1021/jo01149a001.